# Percy Olivares
Percy Celso Olivares Polanco (Lima, 5 de junho de 1968) é um ex-futebolista peruano. Atuava na lateral.

## Carreira
Jogou por Sporting Cristal, Deportivo Cali, Nuremberg, Tenerife, Fluminense, Cruz Azul, PAOK, Panathinaikos, Universitario, Dallas Burn (atual FC Dallas) e Alianza Atlético, encerrando sua carreira em 2007, no Thun da Suíça, aos 38 anos.
Olivares, que também defendeu a Seleção Peruana entre 1987 e 2001 (83 jogos e um gol), disputando 6 edições da Copa América, tentou engatar uma carreira de ator, sempre em participações curtas.